# Латинське вітрило

Загальний вигляд латинського вітрила.

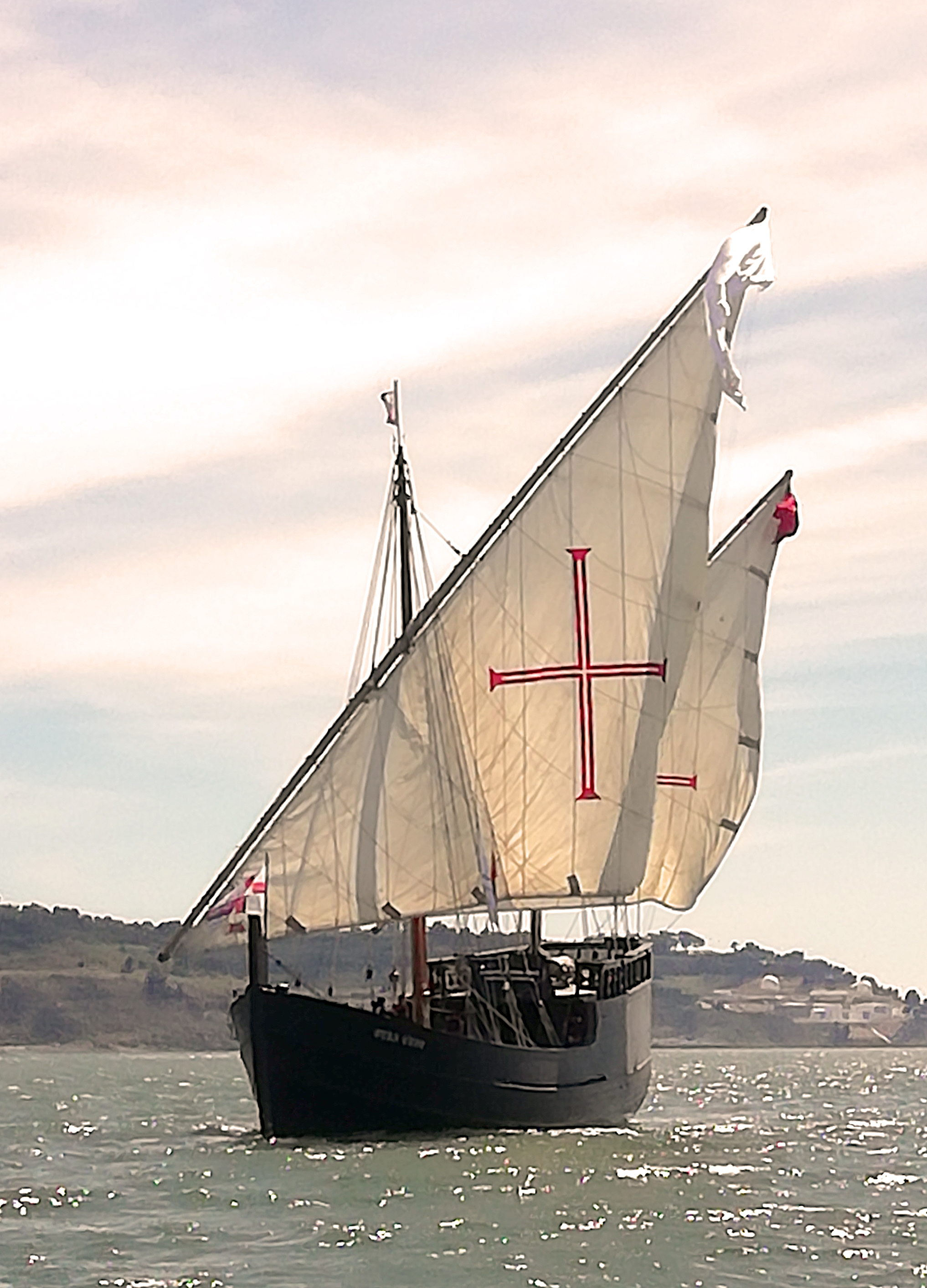
Латинські вітрила каравели.

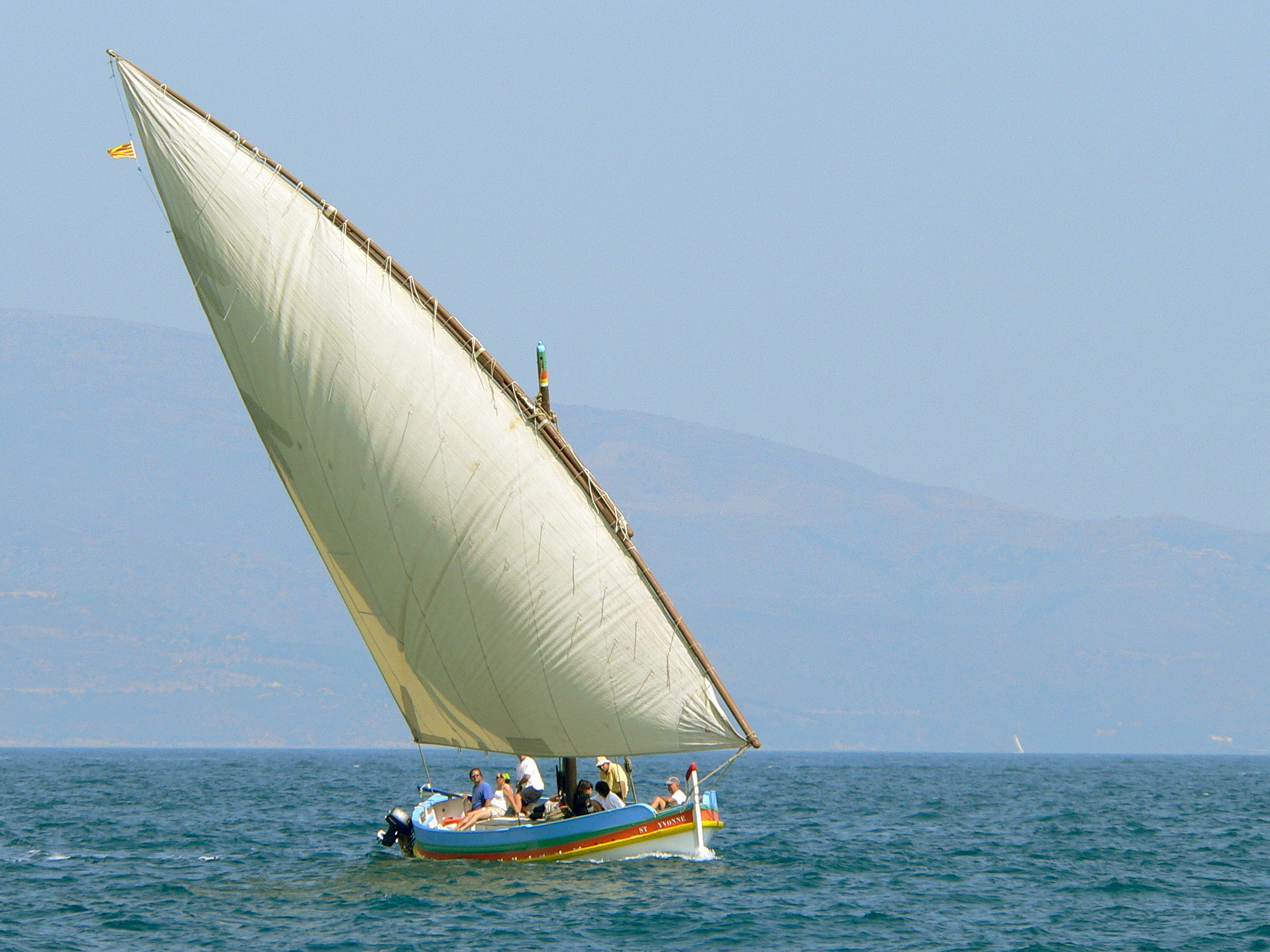
Латинське вітрило на Середземному морі.

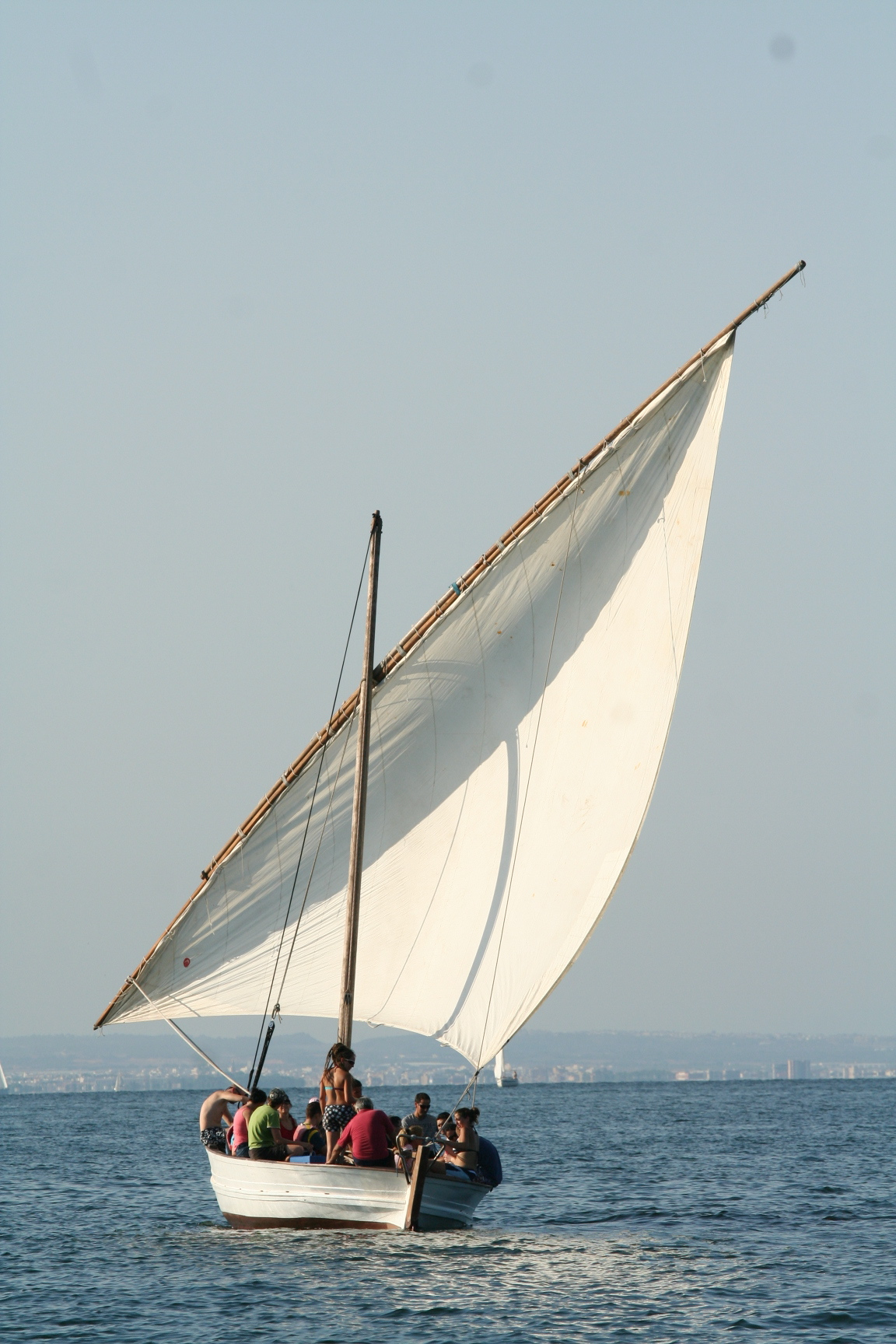
Латинське вітрило на лагуні Мар-Менор.

Латинське вітрило — трикутне косе вітрило, пришнуроване верхньою шкаториною до довгої реї, прикріпленої похило до щогли таким чином, щоб задній нок був високо піднятим, а передній опущений майже до палуби. Відоме з античних часів, отримало поширення на Середземномор'ї і північно-західних районах Індійського океану, де є звичайним для фелюг і дау. Цінувалося в Добу великих географічних відкриттів: завдяки здатності судна з латинським озброєнням ходити дуже круто до вітру. У теперішній час латинське вітрило використовується на деяких невеликих яхтах.

## Історія
Попередником латинського було шпринтове вітрило, що з'явилося в II столітті до н. е. на маленьких грецьких суднах в Егейському морі. Воно еволюціонувало з ранішого прямого вітрила: його рею стали розташовувати не перпендикулярно, а майже паралельно до діаметральної площини судна, водночас змінюючи крій. У добу Римської імперії з нього розвинулося справжнє латинське вітрило. Згідно з бельгійським істориком мореплавства Люсьєном Башем, справжнє латинське вітрило з'явилося вже в I столітті до нашої ери, з огляду на елліністичний стінопис у гіпогеї в Александрії. Найраніший корабель з латинським вітрилом, відомий з археологічних розкопок, датується бл. 400 р. н. е. (знайдений на острові Яссі-Ада), і ще чотири належать до періоду перед мусульманським завоюванням Середземномор'я.
Станом на VI століття латинські вітрила значно потіснили прямі по всьому Середземномор'ю, зображення прямих вітрил майже зникають до середини XIII ст. Латинське озброєння було стандартним на візантійських дромонах, і очевидно, воно використовувалося на флагманському кораблі Велізарія при вторгненні у королівство вандалів у 532 р. під час Вандальської війни. Трикутні латинські і трапецієподібні арабські вітрила співіснували у середньовізантійський період, судячи з релігійних зображень і недавно знайденого графіті при розкопках гавані Феодосія.
До XIV століття латинське вітрило використовувалося переважно на Середземномор'ї, у той час як на Балтиці, в Атлантичному й Індійському океанах застосовувалися прямі вітрила. Початок застосування латинського озброєння в Північній Європі в пізньому Середньовіччі був одним з новопроваджень у кораблебудуванні, що зробили судна більш маневреними, і уможливили довгі плавання у відкритому океані. Каравели мали від трьох латинських вітрил, але оскільки значна довжина реї такого вітрила робила керування ним на великих кораблях у штормову погоду небезпечним, на караках латинські вітрила залишили тільки на бізань-щоглах. Галеони мали 1-2 латинські вітрила: на бізань- і бонавентур-щоглах. На початку XIX століття латинські бізані на європейських кораблях були замінені гафельними.

## Опис
Латинське вітрило має форму прямокутного трикутника (арабське — трапеції), що своєю верхньою шкаториною (гіпотенузою) пришнуровується до довгої похилої реї — рю (від нім. Rute, нід. roe, ниж.-нім. roo, roe — «прут, рейок»). Передній кут вітрила називається галсовим, задній нижній — шкотовим, задній верхній — нок-бензельним. Сама рея складається з двох жердин (іноді з трьох), зв'язаних бензелем, і підвішується похило до щогли на фалі і ракстові. Передній нок рейка спускається до палуби, він є місцем кріплення галсового кута і галса. Риф-банти паралельні реї.
Різновид латинського — арабське вітрило (арабо-латинське), що має вигляд не трикутника, а неправильної трапеції. Саме такі вітрила встановлюються на фелюгах і дау.

## Схожі види вітрильного озброєння

### Шпринтове
Шпринтове вітрило — чотирикутне вітрило неправильної форми, що розтягується по діагоналі спеціальним рейком — шпринтом.

### Крабова клішня
Крабова клішня — трикутне вітрило з двома рейками вздовж верхньої і нижньої шкаторин.

### Бараняча нога
Бараняча нога (англ. leg-of-mutton sail) — трикутне вітрило, що розтягується горизонтальним рейком, прикріпленим до щогли, який таким чином замінює гік. На відміну від бермудського, дає кращу видимість кермовому і більш безпечне, бо відсутній ризик вдаритися головою о низькорозташоване рангоутне дерево.

## Галерея

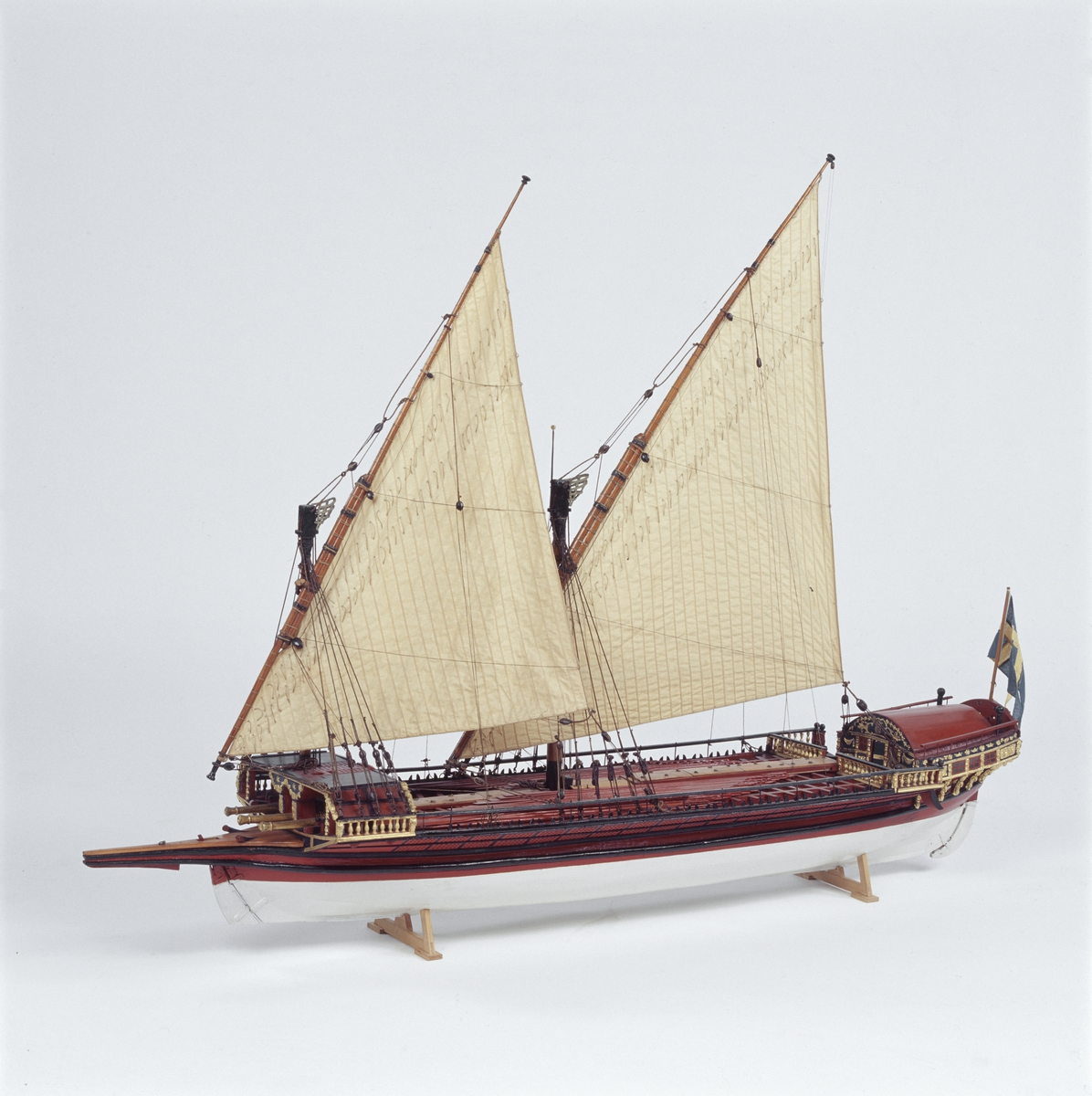
Латинські вітрила галери
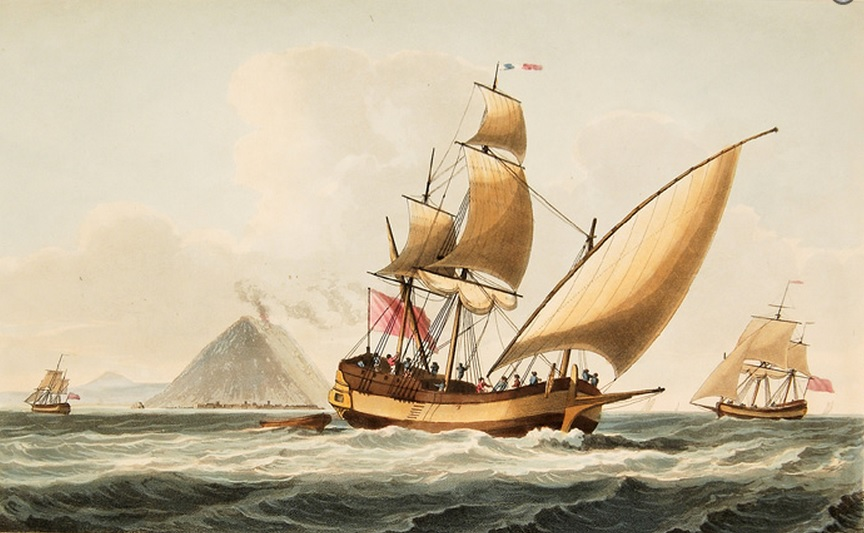
Латинський фок середземноморського полакра
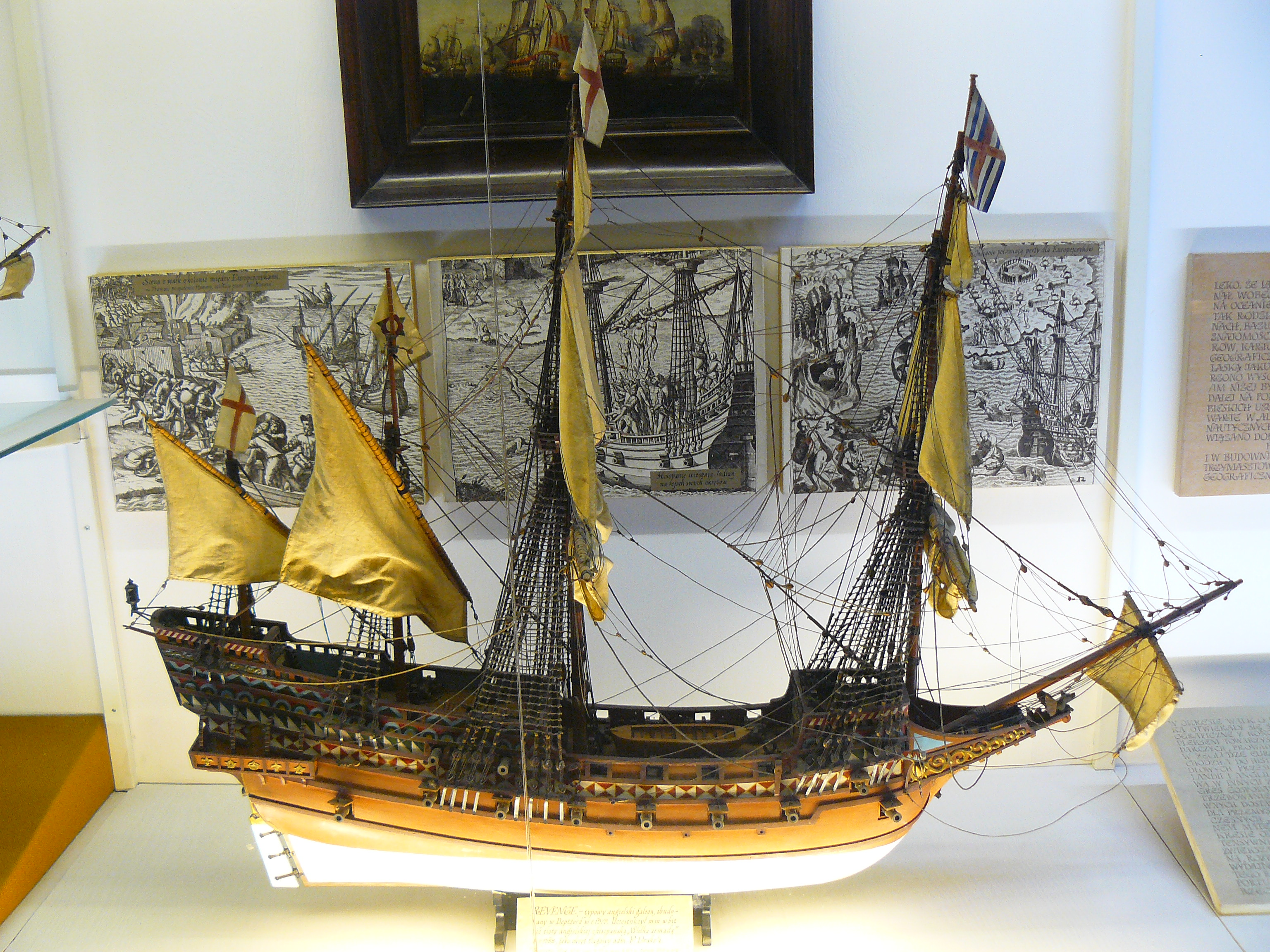
Модель галеона Revenge з латинськими вітрилами на бізань- і бонавентур-щоглах
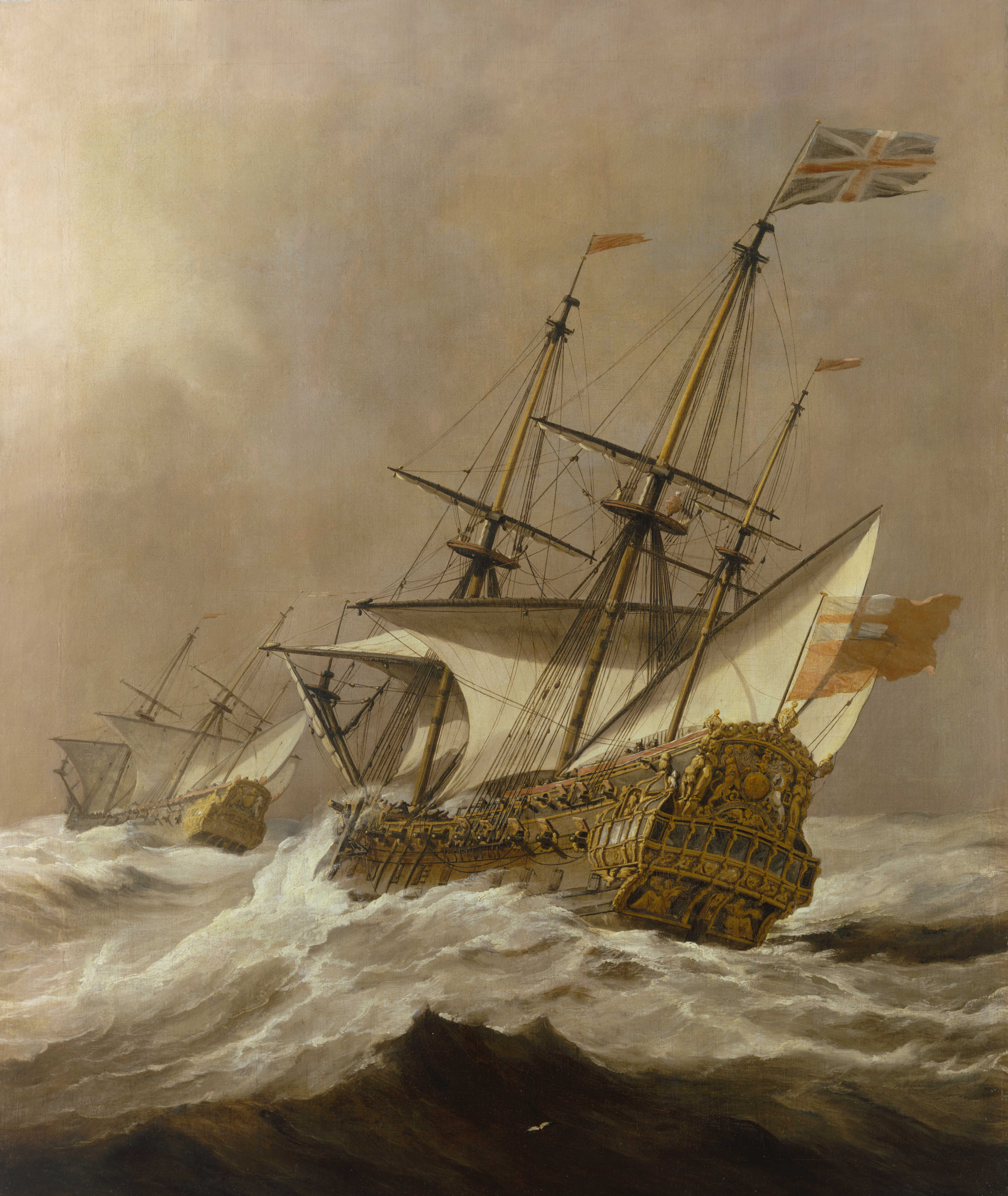
Латинська бізань лінійного корабля Resolution